# Pericoma viperina
Pericoma viperina är en tvåvingeart som beskrevs av Vaillant 1961. Pericoma viperina ingår i släktet Pericoma och familjen fjärilsmyggor. Inga underarter finns listade i Catalogue of Life.